# Dasyhelea halophila
Dasyhelea halophila är en tvåvingeart som beskrevs av Jean-Jacques Kieffer 1911. Dasyhelea halophila ingår i släktet Dasyhelea och familjen svidknott. Inga underarter finns listade i Catalogue of Life.